# Elihu

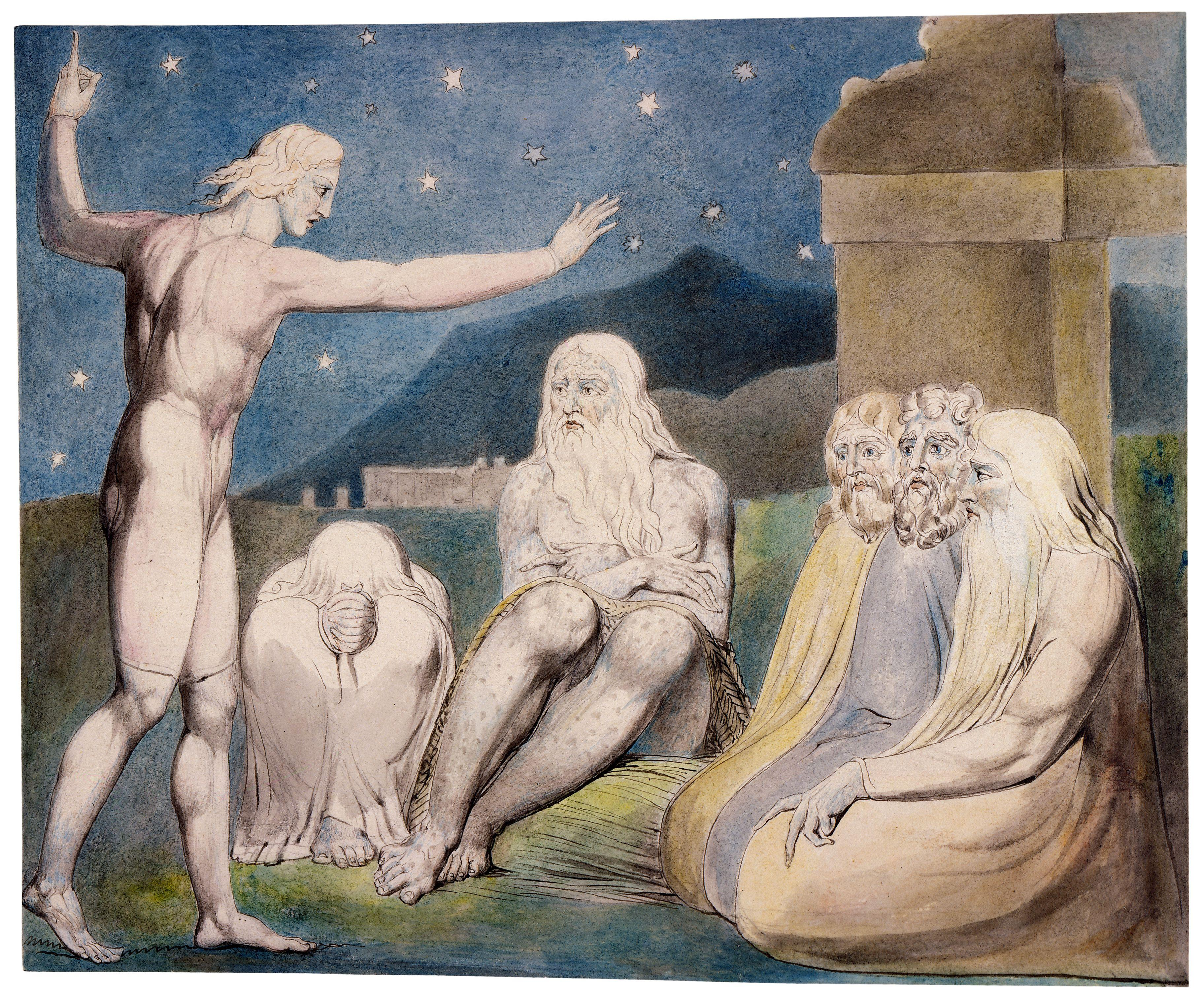
William Blake - De toorn van Elihu (1805)

Elihu (Hebreeuws: אֱלִיהוּא) is de naam van enkele personen uit de Hebreeuwse Bijbel, waarvan de belangrijkste voorkomt in Job. Daar wordt gezegd dat hij afstamde van Buz, mogelijk in de lijn van Abraham. Hij was een van de vier "troosters" van de zwaar getroffen Job. 
De rede van Elihu omvat de hoofdstukken 32 tot en met 37 van het boek. De toon van de rede is bescheidener dan die van de andere troosters, Elifaz, Bildad en Zofar, mogelijk omdat hij jonger was dan de anderen. Toch was Elihu boos op de suggestie in de rede van de andere troosters dat de ellende die Job overkwam het werk van God zou zijn en wees hij Job vooral op Gods almacht en gerechtigheid, dat men niet mag twijfelen aan Hem en dat het mogelijk was dat het ongeluk dat hem overkwam niets te maken had met een strikte goddelijke voorzienigheid. Na zijn rede wordt Elihu niet meer genoemd en sprak JHWH zelf tot Job.
Omdat Elihu niet wordt genoemd als de andere drie troosters worden geïntroduceerd in het begin van het boek Job, hij zeer abrupt verschijnt en ook weer verdwijnt en niet wordt genoemd in de epiloog, wordt over het algemeen aangenomen dat zijn rede een late interpolatie in het boek Job is.

## Overige personen met de naam Elihu
1. De zoon van Tohu en voorouder van de profeet Samuël.[10]
2. Een van de zeven legerhoofden van de stam Manasse, die bij Ziklag van koning Saul naar David overliepen.[11]
3. Een andere naam voor Davids oudste broer Eliab.[12]
4. Een Levitische poortwachter in de tempel tijdens de regering van koning David.[13]